# Hogna kuyani
Hogna kuyani är en spindelart som beskrevs av Framenau, Gotch och Austin 2006. Hogna kuyani ingår i släktet Hogna och familjen vargspindlar. Inga underarter finns listade i Catalogue of Life.